# Sulawesiana cornutus
Sulawesiana cornutus är en insektsart som först beskrevs av Willy Adolf Theodor Ramme 1941.  Sulawesiana cornutus ingår i släktet Sulawesiana och familjen gräshoppor. Inga underarter finns listade i Catalogue of Life.